# Indomito (1913)
«Індоміто» (італ. Indomito) — ескадрений міноносець типу «Індоміто» ВМС Італії часів Першої світової війни.

## Історія створення
Ескадрений міноносець «Індоміто» був закладений у 1910 році на верфі «Cantiere Pattison» в Неаполі. Спущений на воду 10 березня 1912 року, наступного року вступив у стрій.

## Історія служби

### Перша світова війна
Після вступу Італії у Першу світову війну «Індомітоо» був включений до складу II ескадри есмінців, разом з однотипними «Іррек'єто», «Імпавід», «Імпетуозо», «Інсідіозо» та «Інтрепідоо».
9 червня «Індоміто» разом з есмінцями «Інтрепідо», «Ардіто», «Іррек'єто», «Інсідіозо», «Анімозо», «Імпетуозо», «Арденте», «Аудаче» і крейсер-скаут «Куарто» супроводжували крейсери «Джузеппе Гарібальді» і «Веттор Пізані», здійснюючи обстріли албанського узбережжя.
3 грудня «Індоміто» вийшов з Бриндізі і разом з есмінцями «Інтрепідо», «Іррек'єто», «Імпетуозо» та «Інсідіозо» супроводжував один з перших конвоїв, які доставили війська та спорядження в Албанію. Конвой складався з транспортів «Ре Умберто» та «Вальпараїсо» та перевозили 1800 вояків та 150 коней.
Поблизу албанського узбережжя «Ре Умберто» підірвався на міні, розламався навпіл та затонув. «Інтрепідо» взяв участь у рятувальній операції, врятувавши загалом 712 чоловік
9 грудня есмінці «Індоміто» та «Еуро» супроводжували з Таранто у Вльору допоміжне судно «Стеропе».
11 грудня 1916 року о 9 вечора «Індоміто» та «Арденте» вийшли з Вльори, супроводжуючи лінкор «Реджина Маргерита». Але незабаром після виходу з порту лінкор підірвався на двох мінах і за 7 хвилин затонув за 2 милі від порту. Вдалось врятувати лише 275 членів екіпажу, в той час як 674 людини загинули.
У грудні того ж року «Індоміто» пройшов ремонт на Арсеналі Венеції.
14-15 травня 1917 року «Індоміто» брав участь у битві в протоці Отранто.
16 липня того ж року есмінці «Індоміто», «Імпавідо», «Інсідіозо» та скаути «Карло Альберто Раккія» і «Аугусто Ріботі» брали участь у підтримці бомбардування Дурреса 18-ма літаками.
19 жовтня того ж року італійські есмінці «Індоміто», «Аквіла», «Спарвіеро», «Антоніо Мосто», «Джузеппе Міссорі», британські крейсери «Глостер» і «Ньюкасл», а також французькі есмінці «Командан Рів'єр», «Біссон» і «Командан Борі» вирушили з Бриндізі для переслідування групи австро-угорських кораблів (крейсер «Гельголанд», есмінці «Ліка», «Тріглав», «Татра», «Чепель», «Ор'єн», «Балатон»), які вирушили з Котору для атаки італійських конвоїв.
«Гельголанд» і «Ліка», не зустрівши конвоїв, вирушили до Бриндізі, щоб виманити італійські кораблі в зону дії своїх підводних човнів. Після тривалого переслідування італійські кораблі повернулись у свій порт.

### Післявоєнна служба
Після закінчення війни «Індоміто» пройшов ремонт, під час якого було доповнене артилерійське озброєння.
У 1929 році корабель був перекласифікований у міноносець.
У 1937 році корабель був виключений зі складу флоту і зданий на злам.